# Sonic bomb
Sonic bomb låter som en riktig bombkrevad utan att tillfoga fysisk skada. Hörselskador kan dock uppkomma. Avsikten är att skrämma och störa personer som finns inom utsedda målområden. Rapporter om sonic bombs har kommit från av Israel ockuperade områden. Där handlade det dock inte om explosioner utan om sonic boom av jaktflygplan.